# Karl Emanuel Steiner

Porträt von Karl Emmanuel Steiner

Karl Emanuel Steiner (* 23. November 1771 in Winterthur; † 10. März 1846 ebenda; heimatberechtigt ebenda) war ein Schweizer Arzt und Politiker aus dem Kanton Zürich.

## Leben
Karl Emanuel Steiner war ein Sohn von Melchior Steiner, Kaufmann und Fabrikant. Sein Vater baute gemeinsam mit Geschäftspartnern eine Seidenbandfabrik und das Handelshaus «Senn» in Zofingen auf. Nach drei Jahren zog die Familie nach Winterthur zurück. Als er dreizehn Jahre alt war, verstarb überraschend sein Vater. Dieser hatte eine wissenschaftliche Laufbahn für seinen Sohn ins Auge gefasst. Karl Emanuel Steiner verfolgte diese Karriereplanung mit Zustimmung seiner Mutter weiter. Am Gymnasium wählte er das altsprachliche Profil. Seine Studien setzte er später am Collegium humanitatis in Zürich fort. Dabei handelte es sich um eine philosophisch-theologische Hochschule. Aus dieser ging später die Theologische Fakultät der Universität Zürich hervor.
Neben den Studien der alten Sprachen erhielt Steiner auch Privatunterricht in Mathematik und Physik. 1782 trat er in das Medizinisch-chirurgische Institut in Zürich ein. Dort studierte er zwei Jahre lang. Mit einer Abhandlung über die Krankheiten des Herzens sorgte er für Aufsehen unter den Professoren.
In den nächsten Jahren setzte er seine Studien an der Universität Jena fort.  Dort lebte und lernte er bei dem berühmten Medizinprofessor Johann Christian Stark. In seiner Zeit in Jena kam er mit anderen bedeutenden Männern in Kontakt, darunter mit Friedrich Schiller, den er zeitweise als Patienten pflegte, dem Schriftsteller Christoph Martin Wieland und dem Philosophen Johann Gottfried Herder. Er besuchte auch Vorlesungen beim Philosophen Karl Leonhard Reinhold, der den jungen Mediziner mit den Lehren Kants vertraut machte. In Jena promovierte er zum Dr. med.
Nach seiner Rückkehr nach Winterthur im Jahr 1793 heiratete er Ursula Blum, Tochter des Hans Konrad Blum, Subdiakon in St. Georgen in Winterthur. Nach 1793 betrieb er eine ärztliche Praxis in Winterthur und betätigte sich als Verfasser medizinischer Abhandlungen. Daneben war er politisch aktiv. Er wurde in den Schulrat gewählt und setzte sich für die Verbesserung der Zustände in Waisenhäusern und Schulen ein. Er gehörte zu den Initianten und Gründern der Hülfsgesellschaft Winterthur. Ab 1797 war er Mitglied der Helvetischen Gesellschaft.
Seine politische Karriere begann er in der unruhigen Zeit der Helvetischen Republik. Im Jahr 1799 erfolgte seine Wahl in die Munizipalität Winterthur. Von 1800 bis 1801 war er Suppleant der kantonalen Verwaltungskammer. In der Zeit der Anwesenheit französischer Truppen in Winterthur übernahm er das Amt des Statthalters für den Bezirk Winterthur und trat als geschickter Vermittler auf. 1804 musste er auch militärische Verantwortung übernehmen, als eine Gruppe von herumziehenden Scharen die Stadt Winterthur bedrohte.
Von 1803 bis 1838 sass er im Grossrat. 1814 wurde er in den neu gegründeten Zürcher Regierungsrat gewählt. Er kümmerte sich in dieser Funktion um den Aufbau und die Organisation des Zürcher Sanitätswesens.
Von 1803 bis 1814 und von 1819 bis 1831 amtierte er als Statthalter beziehungsweise Oberamtmann des Bezirks Winterthur und hatte in diesem Amt auch richterliche Aufgaben. Politisch war er ein überzeugter Föderalist und setzte sich für eine starke Kantonsgewalt ein.
Nach seiner politischen Laufbahn unternahm er Reisen nach Deutschland und Wien, um Kontakte zu den damals führenden Intellektuellen zu pflegen. 1840 vikarisierte er als Oberlehrer der Töchterschule in Winterthur. 1842 hielt er in Winterthur die Eröffnungsrede für das neue Knabengymnasium und das Bibliotheksgebäude.
Im Januar 1846 verunfallte Steiner auf dem Weg von Seuzach nach Winterthur, als er von einem Schlittenseil erfasst wurde. Er erlag einige Wochen später seinen Verletzungen.